# 14060 Patersonewen
14060 Patersonewen este un asteroid din centura principală de asteroizi.

## Descriere
14060 Patersonewen este un asteroid din centura principală de asteroizi. A fost descoperit pe 18 ianuarie 1996 la Kitt Peak National Observatory în cadrul proiectului Spacewatch. Asteroidul prezintă o orbită caracterizată de o semiaxă mare de 2,38 ua, o excentricitate de 0,06 și o înclinație de 3,4° în raport cu ecliptica.